# Astropectinidae
Astropectinidae è una famiglia di stelle marine.

## Generi
- Astropecten Gray, 1840
- Bathybiaster
- Dipsacaster Alcock, 1893
- Dytaster
- Leptychaster Smith, 1876
- Persephonaster
- Plutonaster Sladen, 1885
- Psilaster Sladen, 1885
- Tethyaster Sladen, 1889
- Thrissacanthias Fisher, 1910